# Регби в Норвегии
Регби в Норвегии является малопопулярным видом спорта по сравнению с другими видами спорта. Развитием регби в стране занимается Норвежский регбийный союз, основанный в 1982 году и вступивший в International Rugby Board в 1993 году. По состоянию на 2017 год в стране было зарегистрировано 1300 игроков и 25 клубов.

## История
Норвегия стала последней из скандинавских стран, в которой появился такой вид спорта, как регби, однако не является слабейшей из скандинавских стран в плане регби. Серьёзной проблемой в развитии регби является холодный климат, не позволяющий регулярно проводить матчи. 
Серьёзный интерес к игре зародился в 1960-е годы, а в 1964 году в стране был основан регбийный клуб «Осло», долгое время считавшийся самым северным регбийным клубом мира. В 1978 году был основан клуб «Ставангер», который стал основным противником «Осло»: осенью того года клубы провели первый матч, в котором на своём поле победу одержал «Осло», а через год в Ставангере столичный клуб снова взял верх. В Норвегию трижды приезжали команды с Шетландских островов: в состав этих команд входил личный состав британских военных баз и экипажи кораблей ВМС Великобритании. . В 1994 году в Норвегии состоялся первый розыгрыш чемпионата страны: в розыгрыше принимали участие команды из Осло, Ставангера, Хортена и Тронхейма. В 1998 году в стране появился первый женский клуб в Хортене, что положило начало проведению женского чемпионата Норвегии
Сборная Норвегии по регби провела первый матч 23 июня 1979 года против Дании (поражение 30:12); первый официальный матч в отборе к ЧМ между Норвегией и Латвией закончился победой латышей 44:6. Некоторое время движущей силой в развитии регби в Норвегии был валлиец Хью Хауэллс (англ. Huw Howells), игравший на позиции флай-хава.

## Известные игроки сборной
- Лунд, Магнус
- Лунд, Эрик
- Смит-Петерсен, Антон